# Glückstadt
Glückstadt (en danés: Lykstad) es una localidad alemana en el distrito de Steinburg en el estado federado de Schleswig-Holstein. Se ubica en la margen derecha del río Elba, a unos 45 km al noroeste de Altona. Forma parte del área metropolitana de Hamburgo.

## Cultura
En 1974, se rodó en Glückstadt la película Falso movimiento (Falsche Bewegung) de Wim Wenders, mientras que de 1979 a 1982 fue escenario de la serie de televisión Kümo Henriette.